# Vaijärvi
Vaijärvi eller Vodajävri är en sjö i Finland. Den ligger i kommunen Utsjoki i landskapet Lappland, i den norra delen av landet, 1 100 km norr om huvudstaden Helsingfors. Vaijärvi ligger 259,3 meter över havet. Arean är 1,2 kvadratkilometer och strandlinjen är 9,96 kilometer lång. Sjön  ingår i Neidenälvens huvudavrinningsområde.   Omgivningarna runt Vaijärvi är i huvudsak ett öppet busklandskap.